# Jonatan Maidana
Jonatan Ramón Maidana (Adrogué, Buenos Aires; 29 de julio de 1985) es un exfutbolista argentino. Jugaba como defensor y su último club fue el C. A. River Plate. Es hermano del también futbolista Matías Maidana.

## Trayectoria

### Los Andes
Surgió de las divisiones inferiores del C. A. Los Andes, debutando en la Primera B Nacional al final del torneo 2003-04, cuando el «mil rayitas» perdió la categoría. La temporada siguiente disputó el torneo de Primera B y fue convocado por Francisco Ferraro para jugar la Copa Mundial Sub-20 de la FIFA 2005.

### Boca Juniors
Ese mismo año, fue adquirido por el C. A. Boca Juniors y debutó con la camiseta el 10 de enero de 2006, en un torneo de verano en Argentina, cuando el entrenador era Alfio Basile. De la mano de Ricardo La Volpe tuvo más continuidad en el primer equipo, desempeñándose como lateral izquierdo. En total ganó cinco títulos: la Copa Libertadores de América (2007), la Recopa Sudamericana (2006 y 2008) y la liga (C/2006 y A/2008). Su primer gol en Boca fue en la victoria contra Deportivo Toluca F. C. de México por 3 a 0, cuando metió el primer tanto del partido. Fue titular en la final de la Copa Mundial de Clubes de la FIFA 2007 frente al A. C. Milan.

### Banfield
En enero de 2010 regresó a su país natal para sumarse al campeón del fútbol argentino, el C. A. Banfield, en el cual realizó un gran torneo, pero al finalizar su préstamo volvió al Metalist Járkov.

### River Plate
En 2010 dejó a Banfield y fue fichado por el C. A. River Plate para disputar la temporada 2010-11. El 16 de noviembre de 2010 convirtió su primer tanto (8' ST) en el «superclásico», precisamente a Boca, su equipo anterior.
Por la sexta fecha del Torneo Clausura 2011 marcó su segundo gol frente a Arsenal de Sarandí, y su tercer gol, en la fecha 11 del mismo torneo ante Godoy Cruz. En esta temporada River terminaría descendiendo. Sin embargo, Jonatan expresó su deseo de continuar en el club para ayudar a volver a Primera División y así lo hizo, acomodándose al fútbol propuesto por Matías Almeyda. Ese año lograría el ascenso con River.
El 23 de septiembre del 2012 a los 5 minutos de iniciado el partido frente a Racing por el Torneo Inicial, se rompió los ligamento cruzado posterior de la rodilla derecha. Luego de 7 meses de recuperación, volvió a jugar frente a All Boys en la victoria de River por 2-0. En la ida de los 16vos de la Copa Sudamericana 2013 marcó el único tanto del partido para que River le gane a San Lorenzo.
A fines del 2013, desde México se hablaba de un supuesto paso al Puebla de aquel país, pero finalmente se quedó en River al no llegar a un acuerdo.
Se coronó campeón del Torneo Final 2014 con River, lo que significó el trigésimoquinto título del club a nivel local. Luego ganaría la Copa Campeonato, como también la Copa Sudamericana 2014 y posteriormente en 2015 lograría la primera Recopa 2015 del «millonario».
Por el encuentro de vuelta de los cuartos de final de la Copa Libertadores 2015 ante el Cruzeiro, el defensa argentino marcó uno de los tres tantos del conjunto millonario mediante un córner ejecutado por Ariel Rojas. Luego, en la semifinal y en la final, mostró un nivel alto anulando a los delanteros centrales rivales Federico Santander y André-Pierre Gignac. Formó parte del Equipo Ideal de América 2015 por su alto rendimiento durante ese año. Ganó también la Recopa Sudamericana 2016 y la Copa Argentina 2015-16 con River Plate. Además ganó la Copa Argentina 2016-17, consagrándose así bicampeón de la misma.
A principios de 2018 se rumoreaba que Jonatan podría emigrar al fútbol de México, pero el entrenador de River le pidió que se quede en el club. Arrancó la temporada como suplente pero rápidamente volvió a ganarse la titularidad. El 14 de marzo de ese año se consagró campeón de la Supercopa Argentina 2017 frente a Boca (2 a 0). Después, Jonatan volvió a consagrarse campeón de la Copa Libertadores, nuevamente frente a Boca, siendo esta su segunda Libertadores ganada con River y la tercera de su carrera.

### Toluca
En 2019 llega al Deportivo Toluca F. C. en condición de libre luego de haber ganado 11 títulos con River.

### River Plate
A sus 35 años, llegó al club en condición de jugador libre, luego de su paso durante dos temporadas por el Toluca, de México.
“Cuando me fui, sabía que iba a ser muy difícil volver, pero el fútbol tiene estas vueltas. Se dio que vuelvo a tener una posibilidad. Estoy muy contento y agradecido al cuerpo técnico y a los directivos que me dan esta chance nuevamente”
Aunque tuvo una participación reducida desde su regreso al club, Maidana logró coronarse campeón con River de cuatro títulos, dos campeonatos de Primera División y dos Trofeos de Campeones. En diciembre de 2023, el defensor anunció su salida del Millonario tras confirmar que no renovaría su contrato. Maidana finalizó su trayectoria de más once años en River Plate con 16 títulos ganados y 319 partidos jugados.

## Selección nacional

### Selección juvenil
Disputó el sudamericano Sub-20 de 2005 donde jugó 2 partidos.

#### Participaciones en sudamericanos sub-20
| Torneo                   | Sede     | Resultado    | Partidos | Goles |
| ------------------------ | -------- | ------------ | -------- | ----- |
| Sudamericano Sub-20 2005 | Colombia | Tercer lugar | 2        | 0     |

### Selección absoluta
En 2011, fue convocado por Sergio Batista, disputó 2 amistosos uno contra Venezuela y el otro contra Ecuador en donde no marcó goles.
Después de 4 años vuelve a la selección dirigido por Gerardo Martino por 2 partidos por eliminatorias rumbo a Rusia 2018. No entró en ninguno de los dos partidos contra Brasil y Colombia.

#### Participaciones en Copas América
| Copa                    | Sede           | Resultado  | Partidos | Goles |
| ----------------------- | -------------- | ---------- | -------- | ----- |
| Copa América Centenario | Estados Unidos | Subcampeón | 1        | 0     |

#### Detalle de partidos
| Estadísticas de Jonatan Maidana en la selección nacional | Estadísticas de Jonatan Maidana en la selección nacional | Estadísticas de Jonatan Maidana en la selección nacional | Estadísticas de Jonatan Maidana en la selección nacional | Estadísticas de Jonatan Maidana en la selección nacional | Estadísticas de Jonatan Maidana en la selección nacional | Estadísticas de Jonatan Maidana en la selección nacional | Estadísticas de Jonatan Maidana en la selección nacional |
| Fecha                                                    | Ciudad                                                   | Local                                                    | Resultado                                                | Visitante                                                | Competencia                                              | Goles                                                    | Asistencias                                              |
| -------------------------------------------------------- | -------------------------------------------------------- | -------------------------------------------------------- | -------------------------------------------------------- | -------------------------------------------------------- | -------------------------------------------------------- | -------------------------------------------------------- | -------------------------------------------------------- |
| 2011-03-16                                               | San Juan                                                 | Argentina                                                | 4:1                                                      | Venezuela                                                | Amistoso                                                 |                                                          |                                                          |
| 2011-04-20                                               | Mar del Plata                                            | Argentina                                                | 2:2                                                      | Ecuador                                                  | Amistoso                                                 |                                                          |                                                          |
| 2016-06-14                                               | Seattle                                                  | Argentina                                                | 3:0                                                      | Bolivia                                                  | Copa América Centenario                                  |                                                          |                                                          |
| Total                                                    | Total                                                    | Presencias                                               | Presencias                                               | Presencias                                               | 3                                                        | 0                                                        | 0                                                        |

## Estadísticas

### Clubes
| Club | Div.            | Temporada       | Liga  | Liga  | Liga   | Copas nacionales(1) | Copas nacionales(1) | Copas nacionales(1) | Torneos internacionales(2) | Torneos internacionales(2) | Torneos internacionales(2) | Total | Total | Total  | Media goleadora(3) |
| Club | Div.            | Temporada       | Part. | Goles | Asist. | Part.               | Goles               | Asist.              | Part.                      | Goles                      | Asist.                     | Part. | Goles | Asist. | Media goleadora(3) |
| --- | --------------- | --------------- | ----- | ----- | ------ | ------------------- | ------------------- | ------------------- | -------------------------- | -------------------------- | -------------------------- | ----- | ----- | ------ | ------------------ |
| C.A. Los Andes Argentina | 3.ª             | 2004-05         | 37    | 3     | 0      | -                   | -                   | -                   | -                          | -                          | -                          | 37    | 3     | 0      | 0,08               |
| C.A. Los Andes Argentina | Total club      | Total club      | 37    | 3     | 0      | -                   | -                   | -                   | -                          | -                          | -                          | 37    | 3     | 0      | 0,08               |
| C.A. Boca Juniors Argentina | 1.ª             | 2005-06         | 0     | 0     | 0      | -                   | -                   | -                   | 0                          | 0                          | 0                          | 0     | 0     | 0      | 0,00               |
| C.A. Boca Juniors Argentina | 1.ª             | 2006-07         | 16    | 0     | 0      | -                   | -                   | -                   | 7                          | 1                          | 0                          | 23    | 1     | 0      | 0,04               |
| C.A. Boca Juniors Argentina | 1.ª             | 2007-08         | 28    | 0     | 0      | -                   | -                   | -                   | 15                         | 0                          | 0                          | 43    | 0     | 0      | 0,00               |
| C.A. Boca Juniors Argentina | Total club      | Total club      | 44    | 0     | 0      | -                   | -                   | -                   | 22                         | 1                          | 0                          | 66    | 1     | 0      | 0,01               |
| FC Metalist Kharkiv · Ucrania | 1.ª             | 2008-09         | 20    | 0     | 4      | 3                   | 0                   | 0                   | 10                         | 0                          | 0                          | 33    | 0     | 4      | 0,00               |
| FC Metalist Kharkiv · Ucrania | 1.ª             | 2009-10         | 14    | 0     | 1      | 1                   | 0                   | 0                   | 4                          | 0                          | 1                          | 19    | 0     | 2      | 0,00               |
| FC Metalist Kharkiv · Ucrania | Total club      | Total club      | 34    | 0     | 5      | 4                   | 0                   | 0                   | 14                         | 0                          | 1                          | 52    | 0     | 6      | 0,00               |
| C.A. Banfield (préstamo) Argentina | 1.ª             | 2010            | 13    | 0     | 1      | -                   | -                   | -                   | 8                          | 0                          | 0                          | 21    | 0     | 1      | 0,00               |
| C.A. Banfield (préstamo) Argentina | Total club      | Total club      | 13    | 0     | 1      | -                   | -                   | -                   | 8                          | 0                          | 0                          | 21    | 0     | 1      | 0,00               |
| C.A. River Plate Argentina | 1.ª             | 2010-11         | 36    | 3     | 2      | -                   | -                   | -                   | -                          | -                          | -                          | 36    | 3     | 2      | 0,08               |
| C.A. River Plate Argentina | 2.ª             | 2011-12         | 36    | 0     | 2      | -                   | -                   | -                   | -                          | -                          | -                          | 36    | 0     | 2      | 0,00               |
| C.A. River Plate Argentina | 1.ª             | 2012-13         | 14    | 0     | 1      | 0                   | 0                   | 0                   | -                          | -                          | -                          | 14    | 0     | 1      | 0,00               |
| C.A. River Plate Argentina | 1.ª             | 2013-14         | 28    | 0     | 7      | 1                   | 0                   | 0                   | 5                          | 1                          | 0                          | 34    | 1     | 7      | 0,03               |
| C.A. River Plate Argentina | 1.ª             | 2014            | 15    | 0     | 3      | 1                   | 0                   | 0                   | 4                          | 0                          | 0                          | 20    | 0     | 3      | 0,00               |
| C.A. River Plate Argentina | 1.ª             | 2015            | 16    | 0     | 0      | 2                   | 0                   | 0                   | 25                         | 1                          | 2                          | 43    | 1     | 2      | 0,04               |
| C.A. River Plate Argentina | 1.ª             | 2016            | 11    | 0     | 0      | 0                   | 0                   | 0                   | 4                          | 0                          | 0                          | 15    | 0     | 0      | 0,00               |
| C.A. River Plate Argentina | 1.ª             | 2016-17         | 22    | 1     | 0      | 6                   | 0                   | 0                   | 4                          | 0                          | 1                          | 32    | 1     | 1      | 0,03               |
| C.A. River Plate Argentina | 1.ª             | 2017-18         | 14    | 0     | 0      | 7                   | 2                   | 0                   | 12                         | 0                          | 0                          | 33    | 2     | 0      | 0,08               |
| C.A. River Plate Argentina | 1.ª             | 2018-19         | 5     | 0     | 0      | 3                   | 0                   | 0                   | 8                          | 0                          | 0                          | 16    | 0     | 0      | 0,00               |
| C.A. River Plate Argentina | Total 1.ª etapa | Total 1.ª etapa | 197   | 4     | 15     | 20                  | 2                   | 0                   | 62                         | 2                          | 3                          | 279   | 8     | 17     | 0,02               |
| Deportivo Toluca FC · México | 1.ª             | 2019            | 10    | 0     | 0      | 0                   | 0                   | 0                   | 2                          | 0                          | 0                          | 12    | 0     | 0      | 0,00               |
| Deportivo Toluca FC · México | 1.ª             | 2019-20         | 21    | 2     | 0      | 4                   | 0                   | 0                   | -                          | -                          | -                          | 25    | 2     | 0      | 0,11               |
| Deportivo Toluca FC · México | 1.ª             | 2020            | 12    | 1     | 0      | 0                   | 0                   | 0                   | -                          | -                          | -                          | 12    | 1     | 0      | 0,08               |
| Deportivo Toluca FC · México | Total club      | Total club      | 43    | 3     | 0      | 4                   | 0                   | 0                   | 2                          | 0                          | 0                          | 49    | 3     | 0      | 0,06               |
| C.A. River Plate Argentina | 1.ª             | 2021            | 7     | 0     | 0      | 7                   | 0                   | 0                   | 4                          | 0                          | 0                          | 18    | 0     | 0      | 0,00               |
| C.A. River Plate Argentina | 1.ª             | 2022            | 5     | 0     | 0      | 5                   | 0                   | 0                   | 2                          | 0                          | 0                          | 12    | 0     | 0      | 0,00               |
| C.A. River Plate Argentina | 1.ª             | 2023            | 6     | 0     | 0      | 4                   | 0                   | 0                   | 0                          | 0                          | 0                          | 10    | 0     | 0      | 0,00               |
| C.A. River Plate Argentina | Total 2.ª etapa | Total 2.ª etapa | 18    | 0     | 0      | 16                  | 0                   | 0                   | 6                          | 0                          | 0                          | 40    | 0     | 0      | 0,00               |
| C.A. River Plate Argentina | Total club      | Total club      | 215   | 4     | 15     | 36                  | 2                   | 0                   | 68                         | 2                          | 3                          | 319   | 8     | 17     | 0,02               |
| Total carrera | Total carrera   | Total carrera   | 386   | 10    | 21     | 44                  | 2                   | 0                   | 114                        | 3                          | 4                          | 544   | 15    | 25     | 0,02               |
| (1) Las copas nacionales se refiere a la Copa Argentina, Supercopa Argentina, Copa de Ucrania, Copa México y Supercopa de México. (2) Las copas internacionales se refiere a la Copa Sudamericana, Copa Libertadores, Recopa Sudamericana, Liga de Campeones de la Concacaf, Europa League, Mundial de Clubes y Copa Suruga Bank. (3) No incluye datos de partidos amistosos ni categorías inferiores. |                 |                 |       |       |        |                     |                     |                     |                            |                            |                            |       |       |        |                    |

### Selección
| Selección            | Año                  | Amistosos | Amistosos | Amistosos | Sudamericano | Sudamericano | Sudamericano | Copa América | Copa América | Copa América | Total | Total | Total |
| Selección            | Año                  | PJ        | G         | A         | PJ           | G            | A            | PJ           | G            | A            | PJ    | G     | A     |
| -------------------- | -------------------- | --------- | --------- | --------- | ------------ | ------------ | ------------ | ------------ | ------------ | ------------ | ----- | ----- | ----- |
| Sub-20 Argentina     | 2005                 | 0         | 0         | 0         | 2            | 1            | 0            | -            | -            | -            | 2     | 1     | 0     |
| Sub-20 Argentina     | Total                | 0         | 0         | 0         | 2            | 1            | 0            | -            | -            | -            | 2     | 1     | 0     |
| Sub-23 Argentina     | 2008                 | 1         | 1         | 0         | -            | -            | -            | -            | -            | -            | 1     | 1     | 0     |
| Sub-23 Argentina     | Total                | 1         | 1         | 0         | -            | -            | -            | -            | -            | -            | 1     | 1     | 0     |
| Absoluta Argentina   | 2011                 | 2         | 0         | 0         | -            | -            | -            | -            | -            | -            | 2     | 0     | 0     |
| Absoluta Argentina   | 2015                 | 0         | 0         | 0         | -            | -            | -            | -            | -            | -            | 0     | 0     | 0     |
| Absoluta Argentina   | 2016                 | 1         | 0         | 0         | -            | -            | -            | 1            | 0            | 0            | 2     | 0     | 0     |
| Absoluta Argentina   | 2017                 | 1         | 0         | 0         | -            | -            | -            | -            | -            | -            | 1     | 0     | 0     |
| Absoluta Argentina   | Total                | 4         | 0         | 0         | -            | -            | -            | 1            | 0            | 0            | 5     | 0     | 0     |
| Total en selecciones | Total en selecciones | 5         | 1         | 0         | 2            | 1            | 0            | 1            | 0            | 0            | 8     | 2     | 0     |

### Resumen estadístico
|                        | Partidos | Goles | Promedio | Asistencias | Promedio |
| ---------------------- | -------- | ----- | -------- | ----------- | -------- |
| Liga                   | 386      | 10    | 0,02     | 21          | 0,01     |
| Copas nacionales       | 44       | 2     | 0,08     | 0           | 0,00     |
| Copas internacionales  | 114      | 3     | 0,03     | 4           | 0,03     |
| Selección de Argentina | 5        | 0     | 0,00     | 0           | 0,00     |
| Total                  | 549      | 15    | 0,02     | 25          | 0,10     |

## Palmarés

#### Campeonatos nacionales
| Título              | Club              | País      | Año      |
| ------------------- | ----------------- | --------- | -------- |
| Primera División    | C.A. Boca Juniors | Argentina | C - 2006 |
| Primera División    | C.A. Boca Juniors | Argentina | A - 2008 |
| Primera División    | C.A. River Plate  | Argentina | F - 2014 |
| Copa Campeonato     | C.A. River Plate  | Argentina | 2014     |
| Copa Argentina      | C.A. River Plate  | Argentina | 2015-16  |
| Copa Argentina      | C.A. River Plate  | Argentina | 2016-17  |
| Supercopa Argentina | C.A. River Plate  | Argentina | 2017     |
| Supercopa Argentina | C.A. River Plate  | Argentina | 2019     |
| Primera División    | C.A. River Plate  | Argentina | 2021     |
| Trofeo de Campeones | C.A. River Plate  | Argentina | 2021     |
| Primera División    | C.A. River Plate  | Argentina | 2023     |
| Trofeo de Campeones | C.A. River Plate  | Argentina | 2023     |

#### Campeonatos internacionales
| Título              | Club              | Sede         | Año  |
| ------------------- | ----------------- | ------------ | ---- |
| Copa Sudamericana   | C.A. Boca Juniors | Buenos Aires | 2005 |
| Recopa Sudamericana | C.A. Boca Juniors | São Paulo    | 2006 |
| Copa Libertadores   | C.A. Boca Juniors | Porto Alegre | 2007 |
| Copa Sudamericana   | C.A. River Plate  | Buenos Aires | 2014 |
| Recopa Sudamericana | C.A. River Plate  | Buenos Aires | 2015 |
| Copa Libertadores   | C.A. River Plate  | Buenos Aires | 2015 |
| Copa Suruga Bank    | C.A. River Plate  | Suita        | 2015 |
| Recopa Sudamericana | C.A. River Plate  | Buenos Aires | 2016 |
| Copa Libertadores   | C.A. River Plate  | Madrid       | 2018 |

### Distinciones individuales
| Distinción                                       | Año  |
| ------------------------------------------------ | ---- |
| Miembro del equipo ideal de la Copa Libertadores | 2015 |
| Miembro del Equipo Ideal de América              | 2015 |
| Miembro del Equipo Ideal de América              | 2018 |
| Equipo ideal de la Copa Argentina                | 2016 |
| Equipo ideal de la Copa Argentina                | 2017 |